# Các khái niệm của aikido
Các khái niệm về aikido là những ý tưởng tạo thành cơ sở triết học hoặc kỹ thuật của bộ môn võ thuật Nhật Bản aikido.

## Aiki
Aiki mang nghĩa là người phòng thủ sẽ hoà vào mà không xung đột với người tấn công, sau đó tiếp tục chiếm ưu thế của người tấn công thông qua việc áp dụng sức mạnh nội lực hoặc năng lượng Ki để thực hiện các kỹ thuật. Việc hoà vào với hành động của người tấn công cho phép người thực hiện aiki kiểm soát hành động của người tấn công với nỗ lực tối thiểu.

## Hanmi
Hanmi (半身 (bán thân)) nghĩa là "một nửa thân thể". Ý tưởng này coi các bên của thân thể hoạt động như một đơn vị riêng (ví dụ, tay trái và chân trái về phía trước). Nó thường được dùng để chỉ chuyển động ở trong aikido, mặc dù không chỉ đề cập đến một mình khái niệm này. Hanmi có liên quan mật thiết đến sự phát triển của chushin-ryoku.
Hanmi thường được dùng để đề cập đến tư thế đứng (kamae) hình tam giác trong aikido. Tư thế đứng này, với tên gọi tương tự, cũng được sử dụng trong các bộ môn võ thuật và kịch nghệ khác, bao gồm sumo và kyōgen.

## Chushin-ryoku
Chushin-ryoku (中心力 (trung tâm lực) chūshin-ryoku) nghĩa là "trung tâm của sức mạnh".

## Chushin-sen
Chushin-sen (中心線 chūshin-sen, trung tâm tuyến) nghĩa là "đường trung tâm". Thuật ngữ này cũng được sử dụng trong kendo.

## Ichi-go ichi-e
Ichi-go ichi-e (一期一会 (nhất kì nhất hội) nghĩa là "một thời điểm, một sự gặp gỡ") miêu tả một khái niệm văn hoá thường được liên kết với bậc thầy trà đạo Sen no Rikyu. Thuật ngữ này thường được dịch là "chỉ tại thời điểm này," "không bao giờ nữa," hoặc "một cơ hội trong đời." Ichi-go ichi-e có liên kết với Thiền tông và các khái niệm về sự phù du chốc lát. Thuật ngữ này đặc biệt liên quan đến nghi lễ trà đạo Nhật Bản, và thường được viết lên các cuộn tranh treo trong phòng trà. Trong văn cảnh của trà đạo, ichi-go ichi-e nhắc nhở những người tham gia rằng mỗi cuộc gặp với trà là độc nhất.

## Irimi
Irimi (入り身) là hành động dẫn nhập (tiến vào) thẳng vào một kỹ thuật, trái ngược với cách dẫn nhập gián tiếp hơn vào kỹ thuật là tenkan. Irimi thường trông giống như một bước tiến về phía trước, tiến thẳng hoặc ở một góc chéo, nhưng thường kết thúc với cơ thể đối mặt với kẻ tấn công, chứ không theo hướng của bước chân. Để dẫn nhập với irimi, người phòng thủ cần phải di chuyển ngay khi đòn tấn công bắt đầu hoặc thậm chí bản thân người phòng thủ tự bắt đầu nó.

## Katsu hayabi
Katsu hayabi (勝速日 (thắng tốc nhật) "thắng với tốc độ ánh sáng") là một trạng thái được phát triển ở mức độ cao, trong đó một môn sinh aikido đã đạt đến sự hoàn hảo về mặt tinh thần và đạo đức, và trở nên miễn nhiễm với bạo lực. "Chiến thắng" diễn ra với tốc độ ánh sáng—có nghĩa là chớp nhoáng—bởi vì đối thủ thậm chí không thể bắt đầu một đòn tấn công.

## Kokyū-ryoku
Kokyū-ryoku (呼吸力 (hô hấp lực) "sức mạnh hơi thở") là khái niệm về sức mạnh thư giãn được tạo ra từ đan điền. Có một ý nghĩa trong từ kokyū, rằng loại sức mạnh này không va chạm với uke.

## Kuzushi
Kuzushi (崩し) là thuật ngữ của Nhật Bản về việc làm mất cân bằng của đối thủ trong võ thuật. Danh từ này tới từ nội động từ kuzusu, có nghĩa là làm rối loạn, kéo đổ, hoặc đạp đổ. Như vậy, nó không chỉ là một sự mất cân bằng, mà còn là quá trình đưa đối phương vào một vị trí mà sự ổn định của anh ta, và do đó khả năng lấy lại được sự cân bằng bị tổn thương, sẽ bị phá hủy.

## Maai
Maai (間合い) đề cập đến không gian giữa hai đối thủ trong chiến đấu. Đó là một khái niệm phức tạp, kết hợp không chỉ khoảng cách giữa các đối thủ, mà còn là thời gian để vượt qua khoảng cách, góc độ và nhịp điệu của đòn tấn công. Một cách đặc trưng, nó là vị trí chính xác mà từ đó một đối thủ có thể tấn công người kia, sau khi phân tích các yếu tố trên. Ví dụ, maai của đối thủ nhanh hơn xa hơn một đối thủ chậm hơn. Đối với một đối thủ, sẽ là lý tưởng nhất khi duy trì được maai trong khi ngăn cản được người khác làm như vậy.

## Masakatsu agatsu
Masakatsu agatsu (正勝吾勝 (chánh thắng ngô thắng) nghĩa là "chiến thắng đích thực (là) chiến thắng của bản thân") là một thành ngữ bốn chữ thể hiện một khái niệm trong võ thuật Nhật Bản, đặc biệt là aikido, đề cập đến chiến thắng thực sự của sự tự làm chủ chính mình. Đó là một câu nói thường thấy của người sáng lập aikido Ueshiba Morihei, nhấn mạnh rằng aikido không phải là một võ thuật mang tính cạnh tranh như judo hay taekwondo.

## Shinmu fusatsu
Shinmu fusatsu (真武不殺 (chân vũ bất sát) nghĩa là "budo chân chính không sát sinh") nói rằng trong aikido không nên giết đối phương. Nó liên quan đến khái niệm satsuninto (殺人刀 (sát nhân đao) thanh kiếm lấy mạng; cũng satsujinken (殺人剣, sát nhân kiếm))) và katsujinken (活人剣 (hoạt nhân kiếm) thanh kiếm ban tặng sự sống) trong kenjutsu.

## Tai sabaki
Tai sabaki (体捌き) liên quan đến 'chuyển động toàn thân', hoặc sự tái xác định vị trí. Nó có thể được dịch là "sự điều khiển cơ thể". Đây là một thuật ngữ được sử dụng rộng rãi trong kendo, jujutsu, aikido, judo, karate và ninjutsu. Tai sabaki thường được sử dụng để tránh một cuộc tấn công, như vậy người nhận cuộc tấn công kết thúc ở một vị trí thuận lợi và nó thường bị gọi sai là "sự trốn tránh."

## Takemusu
Takemusu (武産 (vũ sản)) là khái niệm được phát triển bởi Ueshiba Morihei về việc võ thuật sau cùng nên như thế nào, aikido của ông nên như thế nào, một môn võ có thể hài hòa tất cả chúng sinh và các kỹ thuật tự do có thể được thực hiện một cách tự nhiên thoải mái.
Trong những năm cuối, Ueshiba đã phát triển các khía cạnh tinh thần của môn võ của mình, và thậm chí còn tự nhận tên gọi Takemusu Tsunemori, mà ông đề trên nhiều bức tranh và tập thơ.

## Tenkan
Tenkan (転換 (chuyển hoán) nghĩa đen "chuyển đổi" hoặc "chuyển hướng") là một chuyển động quay 180 độ về phía sau của một người bằng chân trước.

## Zanshin
Zanshin (残心 (tàn tâm)) đề cập đến một trạng thái tỉnh thức trong sự thư thái. Dịch theo nghĩa đen, zanshin có nghĩa là "tâm trí không còn phần chừa lại." Nói cách khác, tâm trí hoàn toàn tập trung vào hành động và cố định vào nhiệm vụ đang thực hiện. Zanshin là trạng thái liên tục ý thức về cơ thể, tâm trí và môi trường xung quanh mà không gây căng thẳng cho bản thân. Đó là một sự tỉnh thức không cố gắng.

## Yamabiko
Yamabiko (山彦 (sơn ngạn)) là khái niệm chỉ việc đối mặt với người tấn công chứ không chờ đợi người đó. Thuật ngữ này có lẽ bắt nguồn từ một bài thơ của người sáng lập. Có một sự liên quan lỏng lẻo giữa khái niệm này và Sasoi (誘い), khái niệm về sự đón nhận cuộc tấn công.